# Sancti-Spíritus (Salamanca)
Sancti-Spíritus is een gemeente in de Spaanse provincie Salamanca in de regio Castilië en León met een oppervlakte van 141,90 km². Sancti-Spíritus telt 854 inwoners (1 januari 2016).